# Aeroport de Doba
L'aeroport de Doba (àrab: مطار دوبا, Maṭār Dūbā) és un aeroport d'ús públic localitzat prop de Doba, a la regió de Logone Oriental, al Txad.